# Expérience de Philadelphie

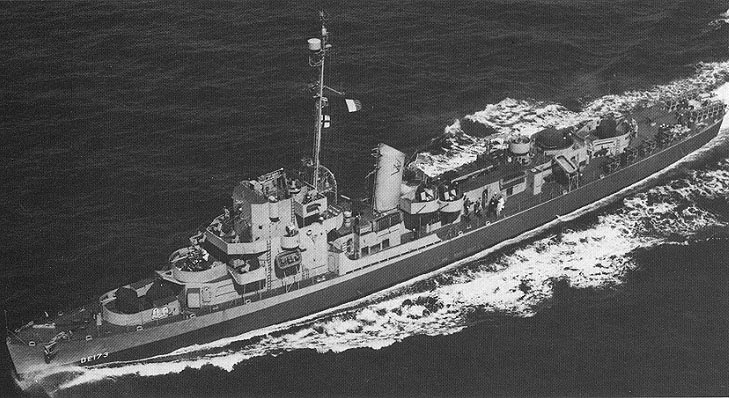
L'USS Eldridge (DE-173) vers 1944.

L'expérience de Philadelphie (en anglais Philadelphia Experiment, parfois désignée sous le nom de Project Rainbow) est une prétendue expérience militaire américaine qui aurait eu lieu dans les chantiers navals de Philadelphie aux alentours du 23 octobre 1943.
Elle aurait prétendument consisté à rendre invisible, pendant un bref moment, le destroyer américain USS Eldridge (DE-173). Cette légende est reprise en tant que théorie du complot et par des auteurs spécialistes du paranormal, dont Morris K. Jessup et Charles Berlitz. En fait, si des expériences sont effectivement menées à cette époque, il s'agit de rendre les bâtiments « invisibles », ou plutôt indétectables, par les nouvelles mines et torpilles magnétiques.

## Version principale
Selon un prétendu survivant de l'expérience, le destroyer d'escorte Eldridge aurait été rendu invisible et téléporté aller-retour entre Philadelphie et Norfolk (Virginie). L'expérience se serait mal déroulée : certains membres d'équipage seraient devenus fous, invisibles ou auraient partiellement fusionné avec le bateau lors de la dématérialisation de ce dernier. Ces conséquences auraient convaincu la marine d'abandonner le projet.

## Témoins et témoignages
Morris Ketchum Jessup commença à s'intéresser à l'expérience lorsqu'en 1955, à la suite de la publication de son livre The Case for UFO's, il reçut une lettre d'un certain Carlos Miguel Allende (en réalité un dénommé Carl Allen (en)). Celui-ci prétendait avoir été à bord d'un navire d'observation, le SS Andrew Furuseth (en), d'où il avait assisté à la disparition d'un autre destroyer (probablement l'USS Eldridge). Il ne fait nulle mention d'une téléportation, mais affirme que le navire était effectivement hors de vue, alors qu'il se trouvait dans un « sphéroïde aplati ». Toujours d'après Allende, la moitié des membres de l'équipage du navire rendu invisible seraient devenus fous, les autres étant assignés à résidence.
En mars 1999, des marins de l'Eldridge ont déclaré à un journaliste du Philadelphia Inquirer qu'ils « trouvaient toute l'histoire plutôt cocasse parce que l'Eldridge n'était jamais allé à Philadelphie, ».
Alfred Bielek, qui se disait être un des survivants de l'expérience de Philadelphie, a été démasqué comme mystificateur en 2003.

## Origine de la légende

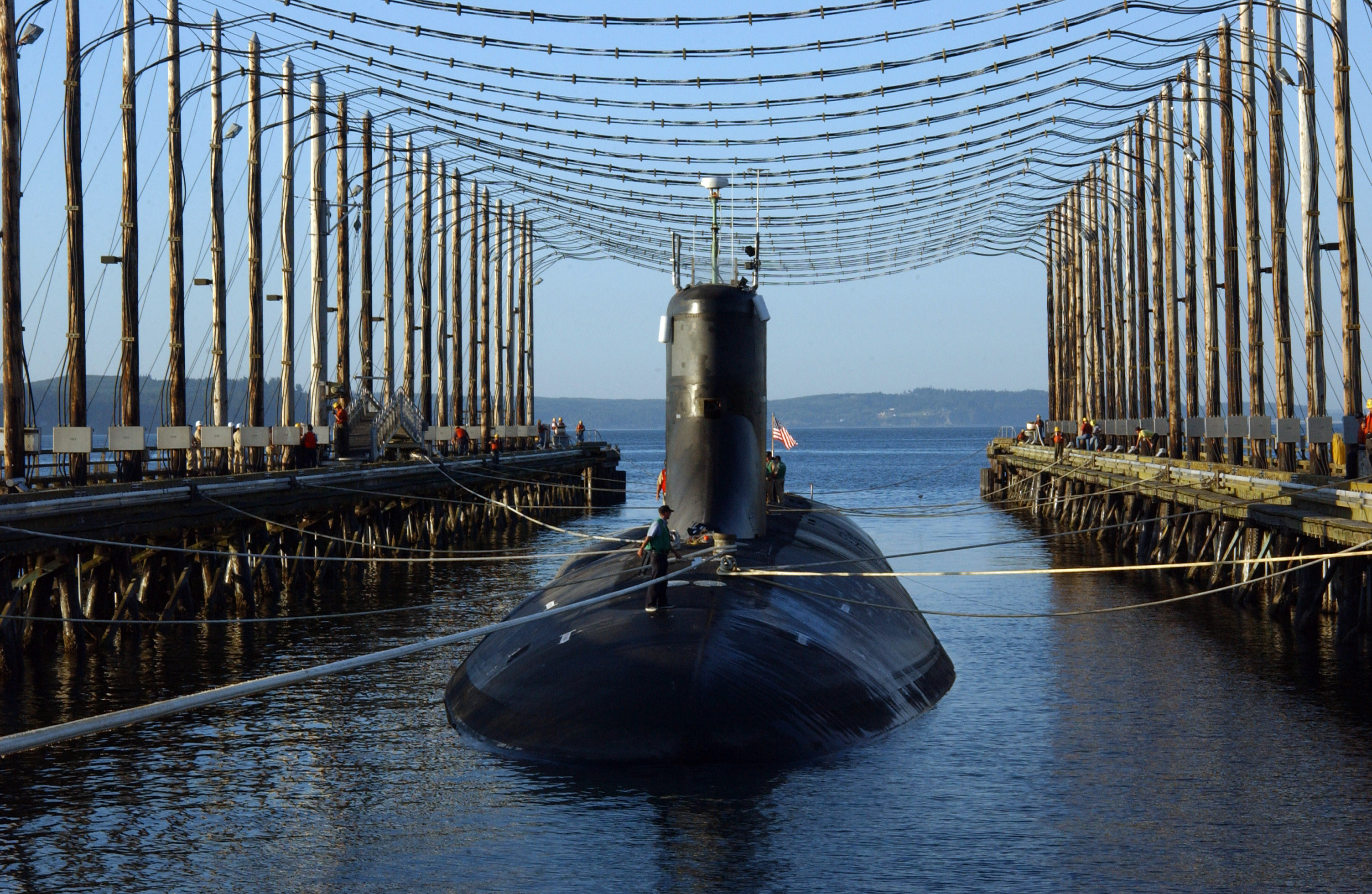
Le sous-marin en cours de démagnétisation.

En fait, la Marine américaine faisait à cette époque des essais de démagnétisation consistant à entourer des navires de câbles parcourus par un courant électrique pour les rendre invisibles aux armes à détection magnétiques telles que mines et torpilles, et non aux regards humains.

« Ils ont envoyé l'équipage à terre et ont entouré le bâtiment de gros câbles, afin de brouiller sa signature magnétique. Des contractuels participaient à l'opération et, bien sûr, il y avait des navires marchands tout autour, alors des gars de la marine marchande ont très bien pu entendre des militaires dire quelque chose comme : "Ils vont nous rendre invisibles", c'est-à-dire indétectables pour les torpilles magnétiques... »

Selon le Naval History & Heritage Command, un centre de l'United States Navy consacré à l'histoire navale des États-Unis, aucun document relatif aux déplacements de l'USS Eldridge ne signale la présence de ce navire à Philadelphie, durant l'automne 1943 (du 18 octobre au 2 novembre 1943, il stationnait dans le port de New York). Le destroyer américain n'a jamais été en stationnement dans les chantiers navals de Philadelphie. D'après des chercheurs de l'Office of Naval Research, la prétendue « expérience de Philadelphie » s'inspire probablement des expériences de démagnétisation de navires menées pendant la Seconde Guerre mondiale, dans le chantier naval de Philadelphie. Il s'agissait alors de protéger ces bateaux, en les rendant indétectables par des mines magnétiques,.

## Dans les arts

### Littérature
- Robert Charroux le mentionne dans Le livre du mystérieux inconnu, chapitre II, 1969.
- Le destroyer du néant, roman de science-fiction de George E. Simpson, Presses de la Renaissance, 1978.
- Mirage , roman de science fiction de Clive Cussler et Jack Du Brul, Grasset, 2017.
- Assassin's Creed : l'expérience est mentionée dans les BDs Assassin's Creed: Bloodstone (2019) et apparait dans Assassin's Creed : Conspirations volume 2 : Project Rainbow (2017).
- Les spectres de l'Eldridge, roman de science-fiction de Patrick Verdant, Independently published, 2022.
- Green Worldz, l'expérience est mentionnée dans le manga de Yuusuke Osawa, 2013.

### Cinéma
- Philadelphia Experiment, film de science-fiction réalisé par Stewart Raffill et sorti aux États-Unis le 3 août 1984[9].
- Philadelphia Experiment II, film de science-fiction réalisé par Stephen Cornwell et sorti aux États-Unis en 1993.
- Le Projet Philadelphia, l'expérience interdite (The Philadelphia Experiment Reactivated), film canadien de science-fiction réalisé par Paul Ziller en 2012[10], remake du premier film de 1984.

### Télévision
- X-Files  : Fox Mulder fait référence à l'expérience de Philadelphie dans l'épisode 19 de la saison 2.
- Triangle, téléfilm, 2005.
- Warehouse 13  : la série fait référence à l'expérience de Philadelphie dans l'épisode 7 de la saison 3.
- Loki  : la série fait référence à l'expérience de Philadelphie dans l'épisode 5 de la saison 1 en faisant apparaitre le USS Eldridge.
- Run for Money: The Great Mission : l'épisode 89 fait référence à l'expérience de Philadelphie.

### Bandes dessinées
- Le croiseur fantôme, Devig

### Jeux-vidéos
- VVVVVV : Une case du jeu s'appelle "Philadelphia Expriment[11]".
- Half-Life 2 et Portal 2 : Le Borealis fait référence a l'expérience de Philadelphie.
- AI: The Somnium Files – Nirvana Initiative : Le personnage Tokiko Shigure fait référence à l'expérience de Philadelphie pour justifier l'apparition soudaine d'une moitié de cadavre sur le sol.